# Kruštík širolistý pravý

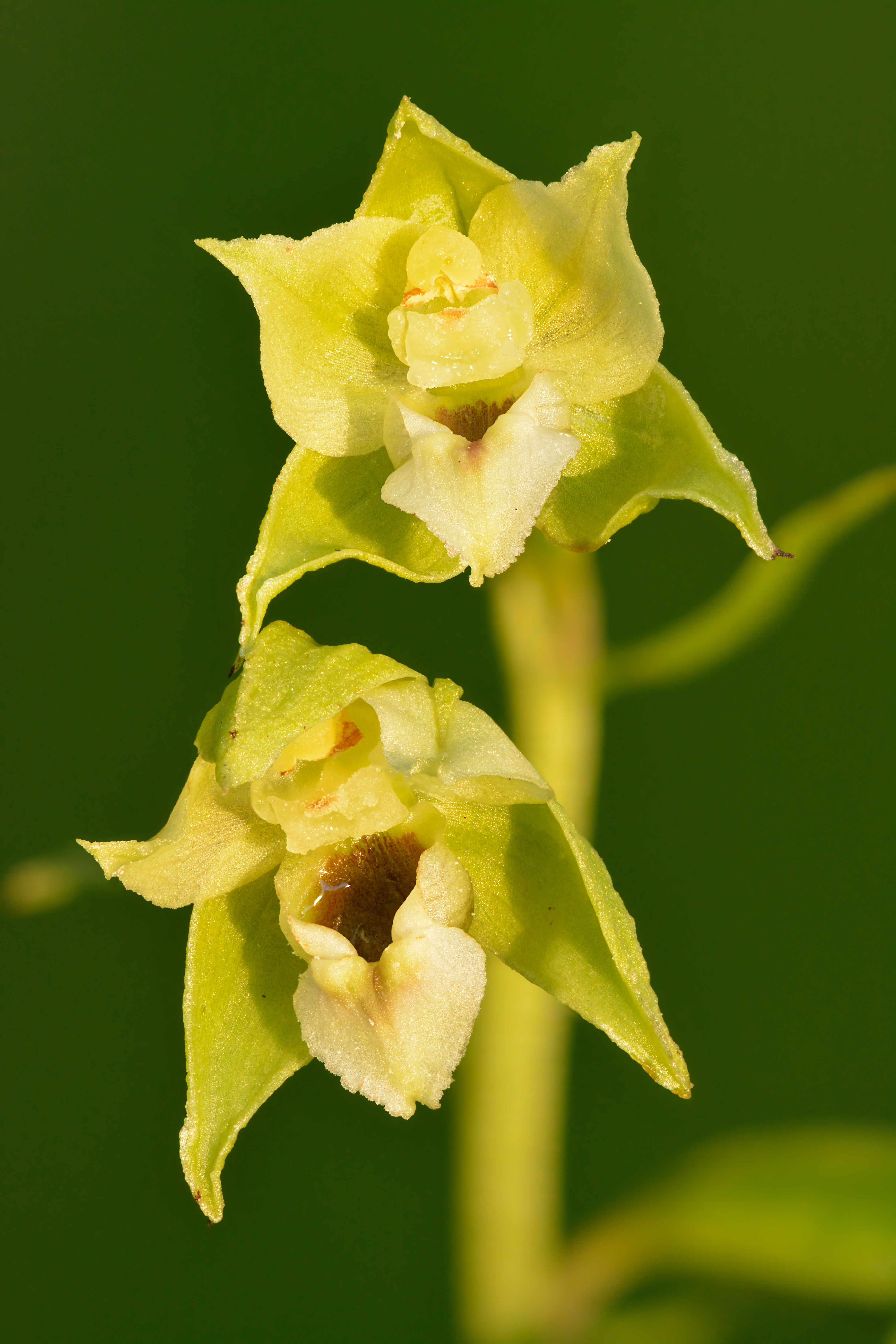
Květy

Kruštík širolistý pravý (Epipactis helleborine subsp. helleborine), poddruh kruštíku širolistého, je vytrvalá bylina z rodu kruštík (Epipactis). Tato orchidej není v České republice významně ohrožená. Jde o poměrně přizpůsobivý druh, který se poměrně dobře šíří i na druhotná stanoviště

## Popis
Vytrvalá, vzpřímená rostlina dosahující výšky 20 až 100 centimetrů. Oddenek má většinou krátký, vodorovný až kolmo vystoupavý, silný s četnými kořeny.
Lodyha je zelená nebo hnědočervená, na vrchu krátce ochlupená, zpravidla přímá v horní části zprohýbaná, až pod květenství olistěná.
Listy jsou široce vejčité nebo až kopinaté. Dlouhé kolem 7,5 cm nebo až dvakrát delší než lodyžní články, dolní listeny dva až třikrát delší než květy. Mají tmavě zelenou barvu s výraznou žilnatinou a zespodu jsou drsně chlupaté.
Květenství je prodloužené, dlouhé až 40 cm, mnohokvěté (13–75 mírně převislých květů). Semeník je šestihranný, holý či místy chlupatý.
Květy rovnovážně odstálé, mající zelenou, žlutou či až nachovou barvu. Zevní okvětní lístky dlouhé 8-12 mm, na vnější straně holé či místy chlupaté; vnitřní okvětní lístky jsou o něco menší. Pysk je kratší než okvětní lístky. Hypochil uvnitř olivový až nachově hnědý. Epichil je srdčitý nebo vejčitý.
Plodem jsou oválné zelené tobolky, které obsahují velký počet semen.
Doba květu: červen až září

## Ekologie a výskyt
Tento poddruh se vyskytuje od nížin až po hory, na čerstvých, živných a bohatých půdách. Typickými stanovišti jsou lesy a křoviny. Dalšími možnými stanovišti jsou okraje cest, haldy, bývalé lomy.
V České republice je rozmístěn po celém území zcela roztroušeně, místy i hojně. V Evropě se nalézá téměř na celém území (kromě severního Norska a Kréty). Dále se území rozšíření rozprostírá směrem na východ přes Malou a Střední Asii až do Japonska. A směrem na jih do severní Afriky .

## Synonyma
- Serapias helleborine
- Serapias latifolia L.
- Epipactis latifolia All
- Helleborine latifolia Druce[1]

## Zajímavosti
- Jedná se druh s největší variabilitou co do habitu, barvy, počtu květů a listů.
- Květy kruštíku širolistého páchnou jako květy kozlíku. Jsou opylovány čmeláky a lumčíky.
- Rozmnožování dělením oddenku (vegetační, bezpohlavé) je snadné, a proto někteří zástupci rodu Kruštík začínají být zahradními rostlinami.
- Od Kruštíku širolistého oddáleného se liší odlišnou dobou květu (cca o 2 - 3 týdny později).